# TrueOS
TrueOS (voorheen PC-BSD) is een Unix-achtig, desktopgeoriënteerd besturingssysteem dat gebaseerd is op FreeBSD. Het systeem tracht makkelijk installeerbaar te zijn, door het gebruik van een grafisch installatieprogramma, en probeert gemakkelijk en onmiddellijk bruikbaar te zijn door te voorzien in KDE als standaard, voorgeïnstalleerd grafische gebruikersomgeving.

## Versies
Sinds september 2008 volgde PC-BSD de versienummering van FreeBSD. In augustus 2016 werd de naam veranderd naar TrueOS. TrueOS is een rolling-release. Ook kent TrueOS diverse nieuwe installatiemogelijkheden. TrueOS kan worden geïnstalleerd vanaf dvd, USB-stick of over het netwerk.

### Versiegeschiedenis
| Versie  | Uitgavedatum      | FreeBSD-versie |
| ------- | ----------------- | -------------- |
| 1.0     | 29 april 2006     | 6.0            |
| 1.1     | 29 mei 2006       | 6.1            |
| 1.2     | 12 juli 2006      | 6.1            |
| 1.3     | 31 december 2006  | 6.1            |
| 1.4     | 24 september 2007 | 6.2            |
| 1.4.1.x | Verschillend      | 6.3-PRERELEASE |
| 1.5     | 12 maart 2008     | 6.3            |
| 1.5.1   | 23 april 2008     | 6.3            |
| 7.0     | 16 september 2008 | 7.0            |
| 7.0.1   | 17 oktober 2008   | 7.0            |
| 7.0.2   | 10 december 2008  | 7.1-PRERELEASE |
| 7.1     | 10 april 2009     | 7.2-PRERELEASE |
| 7.1.1   | 6 juli 2009       | 7.2            |
| 8.0     | 23 februari 2010  | 8.0 P2         |
| 8.1     | 21 juli 2010      | 8.1            |
| 8.2     | 24 februari 2011  | 8.2            |
| 9.0     | 13 januari 2012   | 9.0            |
| 9.1     | 18 december 2012  | 9.1            |
| 9.2     | 7 oktober 2013    | 9.2            |
| 10.0    | 29 januari 2014   | 10.0           |
| 10.1    | 16 november 2014  | 10.1           |
| 10.2    | 21 augustus 2015  | 10.2           |
| 10.3    | 4 april 2016      | 10.3           |
| 11.0    | 9 september 2016  | 11.0           |

### PC-BSD 10
PC-BSD 10 zal nog steeds de KDE-desktopomgeving gebruiken. Daarnaast zullen ook GNOME3, MATE, Cinnamon beschikbaar zijn. GNOME2 wordt verwijderd uit de pakketbronnen. Versie 10 beschikt over een verbeterde installatiewizard, met nieuwe opties voor de tekstmodus, een bijgewerkte Linux-compatibiliteitslaag (op niveau van CentOS 6) en verschillende foutoplossingen.
Er zal ook verbeterde ondersteuning zijn voor hybride grafische systemen (systemen met een ingebouwde grafische chip én een discrete GPU).

## Historisch pakketbeheer
PC-BSD's (<9.0) systeem voor pakketbeheer gebruikt een andere aanpak voor het installeren van software dan veel andere Unix-achtige besturingssystemen. In plaats van het gebruik van het ports- of packagessysteem van FreeBSD, gebruikt PC-BSD bestanden met de bestandsextensie .pbi, die een installatiewizard tevoorschijn halen wanneer men er op dubbelklikt.
Alle softwarepakketten en bibliotheken worden geïnstalleerd in hun eigen autonome directory's in /Programs, wat de onduidelijkheid vermindert over waar binaire programma's opgeslagen staan en het risico reduceert dat een pakket onbruikbaar wordt wanneer systeembibliotheken worden geüpgraded of gewijzigd. De PC-BSD-pakketbeheerder maakt ook de links aan in het KDE-menu en het KDE-bureaublad.
Het PC-BSD-project stelt dat zijn aanpak van pakketbeheer, dat gelijkwaardig is aan dat van grote besturingssystemen zoals Windows, een aanpak is waar de meeste andere Unix-achtige systemen mee worstelen.

## Licentie
Aangezien vaak wordt gesteld dat de GNU General Public License (GPL) strijdig is met de ideologie van de BSD-licentie, kreeg TrueOS vanuit de *BSD-gemeenschap oorspronkelijk vaak kritiek over het feit dat hun code onder de GPL-licentie uitgebracht was, terwijl de meeste open-source BSD-afgeleiden enkel de BSD-licentie gebruiken. De GPL werd oorspronkelijk gebruikt omdat het TrueOS-project de Qt-toolkit gebruikt voor de ontwikkeling van zijn interface en de ontwikkelaars van mening waren dat toepassingen die de Qt-toolkit gebruikten onder de GPL of QPL moesten uitgebracht worden. Dit is echter niet correct en het TrueOS-project gaf later zijn code een BSD-achtige licentie.